# Бабна Брда
Бабна Брда (словен. Babna Brda) — поселення в общині Шмарє-при-Єлшах, Савинський регіон, Словенія. 
Висота над рівнем моря: 404,4 м.